# 洪理达
洪理达是一名美國記者、女權主義者和作家。她目前是哥倫比亞大學韋瑟黑德東亞研究所的助理研究員。

## 早年生活和教育
洪理達出生於英屬香港，母親是祖籍福建廈門的華裔美國人，父親是歐裔美國人。父母在澳洲國立大學任職後，她在坎培拉長大。她的母親是語言學家，父親是歷史學家，兩人都是中國學者，她童年的大部分時間都在往返中國的旅途中度過。小時候，她在家裡和母親一起說普通話。
洪理達曾就讀於哈佛大學，並於1990年獲得學士學位，之後又在史丹佛大學獲得東亞研究碩士學位。她畢業於清華大學，並獲得第一個授予美國人的社會學博士學位。

## 職業生涯
洪理達曾為多家刊物撰寫有關女性主義的文章，尤其是在中國。由於她對中國婦女和女權主義的報道，洪理達獲得職業記者協會的Sigma Delta Chi獎。她曾在自由亞洲電台（1996年—1997年）、亞洲電視台（1997年—1998年）、CNBC亞洲台（1998年—1999年）和美國之音（2000年—2003年、2004年—2009年）工作，並為《紐約時報》、《華盛頓郵報》和《衛報》撰稿。